# STS-26
STS-26 — космический полёт МТКК «Дискавери» по программе «Спейс Шаттл». Это был первый полёт шаттла после гибели «Челленджера» и седьмой космический полёт Спейс Шаттла «Дискавери». Основной целью был запуск американского коммуникационного спутника TDRS-3.

## Экипаж
- (НАСА): Фредерик Хаук (3) — командир;
- (НАСА): Ричард Кови (2) — пилот;
- (НАСА): Джон Лаундж (2) — специалист по программе полёта 1;
- (НАСА): Дейвид Хилмерс (2) — специалист по программе полёта 2;
- (НАСА): Джордж Нельсон (3) — специалист по программе полёта 3.

## Параметры полёта
- Вес:
  - Вес при старте: 115 487 кг
  - Вес при приземлении: 88 078 кг
  - Полезная нагрузка: 21 082 кг
- Высота орбиты: 376 км/203 морские мили
- Наклонение: 28,5°
- Период обращения: 91 мин